# Bømlo
Bømlo is een gemeente in de Noorse provincie Vestland. De gemeente telde 11.806 inwoners in januari 2017. Bømlo omvat het gelijknamige eiland, alsmede een aantal kleinere eilanden. Het gemeentebestuur zetelt in de plaats Svortland op het eiland Bømlo. Volgens de volkstelling van januari 2013 telde de gemeente 11.638 inwoners. Op 1 januari 2022 was dit aantal gestegen naar 12.061 inwoners.

## Plaatsen in de gemeente
- Foldrøy
- Langevåg
- Melandsvågen
- Mosterhamn
- Rubbestadneset
- Svortland

Alver ·  Askvol · Askøy · Aurland · Austevoll · Austrheim · Bergen · Bjørnafjorden · Bremanger · Bømlo · Eidfjord · Etne · Fedje · Fitjar · Fjaler · Gloppen · Gulen · Hyllestad · Høyanger · Kinn · Kvam · Kvinnherad · Luster · Lærdal · Masfjorden · Modalen · Osterøy · Samnanger · Sogndal · Solund · Stad · Stord · Stryn · Sunnfjord · Sveio · Tysnes · Ullensvang · Ulvik · Vaksdal · Vik · Voss · Øygarden · Årdal

Fylker van Noorwegen